# Лю Яньань
Лю Яньань (кит. 劉亞男, англ. Liu Yanan; р. 29 сентября 1980, Далянь, провинция Ляонин, Китай) — китайская волейболистка, центральная блокирующая. Чемпионка летних Олимпийских игр 2004 года.

## Биография
Волейболом Лю Яньань начала заниматься в 1991 году в спортивной школе города Далянь. В 1994 была принята в молодёжную, а в 1996 — в основную команду «Ляонин», за которую выступала на протяжении всей спортивной карьеры. В 1997 дебютировала в международных соревнованиях, став с юниорской сборной Китая бронзовым призёром первенства Азии.
После неудачи сборной Китая на Олимпиаде-2000 в Сиднее её возглавил новый главный тренер Чэнь Чжунхэ и значительно изменил состав национальной команды, включив в неё целую группу молодых игроков. В их числе оказалась и Лю Яньань. В своём дебютном сезоне она стала серебряным призёром Гран-при и победителем чемпионата Азии и Всемирного Кубка чемпионов. Следующий год принёс волейболистке «золото» Азиатских игр, а в 2003 в составе сборной она стала чемпионкой сразу трёх турниров — Гран-при, чемпионата Азии и Кубка мира.
В 2004 году сборная Китая стала победителем Олимпийских игр в Афинах. Олимпийской чемпионкой стала и центральная блокирующая Лю Яньань, неизменно выходившая в стартовом составе своей команды во всех 7 сыгранных матчах.
После окончания сезона 2008, принесшего национальной команде страны «бронзу» домашней Олимпиады и победу в первом розыгрыше Кубка Азии, Лю Яньань завершила карьеру в сборной, а в следующем году объявила об уходе из спорта.           

### Клубная карьера
- 1996—2009 —  «Ляонин» (Шэньян).

## Достижения

### Клубные
- чемпионка Китая 2006;
  - двукратный серебряный (2002, 2007) и 3-кратный бронзовый (2001, 2003, 2004) призёр чемпионатов Китая.

### Со сборными Китая
- Олимпийская чемпионка 2004;
  - бронзовый призёр Олимпийских игр 2008.
- победитель розыгрыша Кубка мира 2003.
- победитель розыгрыша Всемирного Кубка чемпионов 2001;
  - бронзовый призёр Всемирного Кубка чемпионов 2005.
- победитель Гран-при 2003;
  - 3-кратный серебряный (2001, 2002, 2007) и бронзовый (2005) призёр Гран-при.
- двукратная чемпионка Азиатских игр — 2002, 2006.
- 3-кратная чемпионка Азии — 2001, 2003, 2005;
  - серебряный призёр чемпионата Азии 2007.
- победитель розыгрыша Кубка Азии 2008.
- бронзовый призёр чемпионата Азии среди девушек 1997.

## Личная жизнь
25 сентября 2010 года Лю Яньань вышла замуж за бывшего игрока волейбольной сборной Китая Ван Хайчуаня.